# Aprenentatge del suec com a llengua estrangera
El suec com a llengua estrangera és après per al voltant de 40.000 persones arreu del món a un nivell universitari. El suec es pot aprendre a més de dues-centes universitats arreu del món, a 41 països. El suec és la llengua escandinava més estudiada a l'estranger.
L'Svenska Institutet (Institut Suec) té un paper clau en l'organització de l'aprenentatge del suec a l'estranger. A més de col·laborar amb les universitats on s'ensenya suec, l'Institutet organitza cursos d'estiu per als estudiants i conferències per als professors, i també publica un llibre de text anomenat Svenska utifrån.

## Classificació lingüística i distribució geogràfica
El suec pertany a la branca escandinava de la subfamília germànica de les llengües indoeuropees, i és mútuament intel·ligible amb el noruec i el danès. Com que molts dels manlleus que es troben en el suec venen de l'anglès i l'alemany, els parlants nadius d'aquestes llengües solen tenir un avantatge sobre els parlants d'altres llengües menys relacionades amb el suec.
A més de ser la llengua principal de Suècia (tot i que no hi ha cap llei que la faci llengua oficial), el suec és la segona llengua oficial de Finlàndia, i en algunes parts d'aquest país fins i tot és l'única llengua oficial, com ara Åland, on el 95% de la població parla el suec com a llengua principal. Al poblet estonià de Noarootsi, de només 910 habitants, el suec comparteix oficialitat amb l'estonià.

## Dificultats per als estudiants
Una de les principals dificultats amb què es troben els estudiants de suec és la seva fonologia. Les paraules sueques tenen bé un accent obert, bé un de tancat, descrit normalment com a accents tonals pels lingüistes escandinaus. Aquests accents varien entre els diferents dialectes i són difícils de distingir per als parlants no nadius. La dificultat més gran és el fet que al voltant de 300 parells de mots suecs es distingeixen únicament pel seu accent. Les paraules anden [ándɛn] — (l'ànec) i anden [àndɛn] — (l'esperit) en són un exemple. Els estudiants que no tenen un domini suficient de la llengua poden confondre ambdós termes, portant a malentesos.
A part de la seva prosòdia, l'altra gran dificultat del suec també és de tipus fonològic; es tracta de les consonants fricatives /ɕ/ i /ɧ/. La combinació d'aquests dos sons, que són molt similars i particulars, així com la gran varietat d'al·lòfons que presenten, fa que sigui molt difícil de distingir-los per a un no nadiu. L'existència d'una tercera sibilant, /s/, encara complica més les coses. Molts dialectes pronuncien /ɕ/ com [ɕ] i ocasionalment [ç]; en aquest cas, és gairebé idèntic al so "-ich" de l'alemany. L'excepció és el suec parlat a Finlàndia, en què aquest fonema és africat i es converteix en [t͡ɕ] o [t͡ʃ].
D'altra banda, els verbs són un tema relativament fàcil: només existeixen quatre temps verbals: el present, el pretèrit, el supí i el participi. Com en anglès, la resta de temps es construeixen amb l'ajut de verbs auxiliars. A més, els verbs no varien segons la persona i el nombre: jag säljer (jo venc), han säljer (ell ven) i de säljer (ells venen), per exemple, comparteixen la mateixa forma del verb sälja. Això implica la necessitat d'usar els pronoms personals en suec per evitar ambigüitats.

## Exàmens de competència lingüística
- Swedex: consisteix en dos nivells diferents que corresponen als nivells A2 i B1 del Marc europeu comú de referència per a les llengües. Es pot fer l'examen en centres d'examinació a setze països diferents, tots a Europa tret de Tailàndia i l'Argentina. Els exàmens Swedex posen a prova l'habilitat de l'estudiant en cinc àrees diferents: la lectura, el vocabulari i la gramàtica, la comprensió oral, la producció escrita i la comprensió lectora.
- TISUS: un altre certificat, que se sol usar com a prova de competència lingüística en suec per accedir a les universitats sueques. Per fer l'examen, cal pagar 1.600 SEK (172.75 € o 250.33 USD a data de 2 de novembre del 2007) si es fa l'examen a Suècia, o 2,000 SEK (216,46 € o 313,49 USD) si es fa a l'estranger. Posa a prova les habilitats lectores, orals i escrites de l'estudiant.

## Aprendre el suec a Catalunya

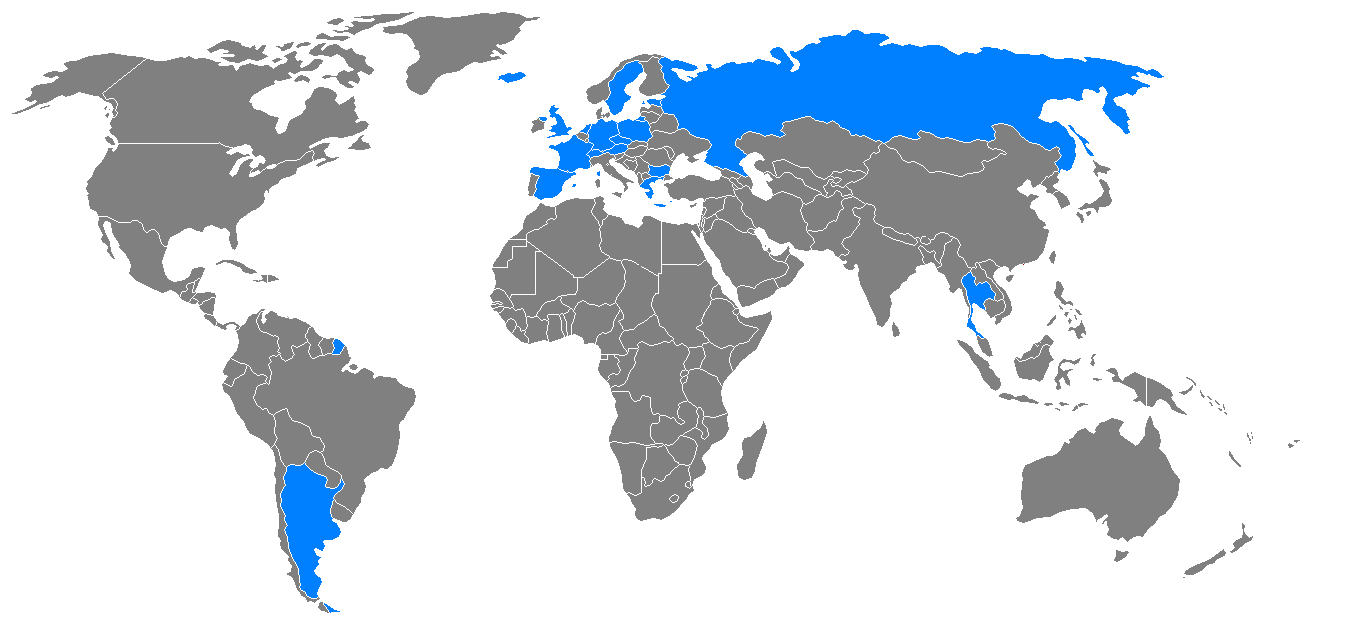
Països en què es pot fer l'examen de competència lingüística Swedex.

Cap universitat catalana no ofereix l'ensenyament de l'idioma suec. El Centre Cultural Nòrdic de Barcelona ofereix cursos setmanals de suec, entre altres llengües escandinaves. La Gran Enciclopèdia Catalana ha publicat un diccionari català-suec-català editat en dos volums, un per al diccionari català-suec i l'altre per al suec-català.
L'idioma suec ha estat present a l'Escola Oficial d'Idiomes i també a acadèmies privades com Institut Nòrdic. Les opinions d'alguns alumnes en son favorables destacant la qualitat en l'ensenyament. Tot i així també hi han eines online com Italki o Verbling que permeten obtenir classes personalitzades amb video trucades.